# Ханос (Чиуауа)
Ханос (исп. Janos) — посёлок в Мексике, штат Чиуауа, входит в состав одноимённого муниципалитета и является его административным центром. Численность населения, по данным переписи 2010 года, составила 2738 человек.

## Общие сведения
Название Janos относится к названию племёни индейцев, населявших этот регион в прошлом.
Поселение было основано в 1640 году под названием Соледад-де-Ханос. 16 октября 1686 года по приказу генерала Хуана Фернандеса де ла Фуэнте здесь был возведён форт, для защиты от набегов индейцев.